# 成田翔
成田 翔（なりた かける、1998年2月3日 - ）は、秋田県秋田市出身の元プロ野球選手（投手）。左投左打。

## 経歴

### プロ入り前
保戸野小学校4年生から野球をスタート。秋田東中学校では軟式野球部に所属していた。中学時代の同学年のチームメイトに石井大智がおり、それまでエースだった石井から、3年生のときにエースの座を奪っている。
秋田商業高等学校進学後は、1年の夏は控え投手として第95回全国高等学校野球選手権大会に出場。初戦の富山第一高校戦にリリーフで登板し、2回を無失点3奪三振と結果を残した。2年の秋からエースとしてチームを引っ張り、3年の夏の秋田県大会では準々決勝の西目高校戦で9回16奪三振、続く秋田工業戦では9回14奪三振、そして決勝の秋田南高校戦では9回9奪三振完封、県大会は39回を投げ55奪三振の好投で甲子園出場を決めた。第97回全国高等学校野球選手権大会では初戦の龍谷高校戦で9回1失点16奪三振の好投を見せ、注目を集める。3回戦の柘植世那擁する健大高崎高校戦は10回3失点の熱投でベスト8進出。秋田県勢では20年ぶり、秋田商業としては80年ぶりのベスト8に貢献した。準々決勝は仙台育英高校の佐藤世那との投げ合いになり3回までパーフェクトに抑えていたが、4回に平沢大河に本塁打を打たれるとその後も失点を続け、3-6で試合に敗れた。甲子園通算4試合、28回2/3、33奪三振、防御率2.51。大会後は第27回WBSC U-18ベースボールワールドカップの日本代表に選出され、2試合で5回を無失点に抑え、準優勝に貢献した。第70回国民体育大会では初戦の九州国際大付属高校戦で11三振を奪い、2安打完封。2回戦の東海大相模高校戦はリリーフで登板し、2イニングを無失点に抑えた。
高校卒業後に社会人野球でキャリアを積む予定だったが、3年夏の選手権全国大会や日本代表での経験を背景に、日本学生野球連盟へプロ志望届を提出した。2015年10月22日に行われたドラフト会議では、千葉ロッテマリーンズから3位指名を受け、契約金5000万円、年俸600万円（金額は推定）という条件で入団した。背番号は41。

### ロッテ時代

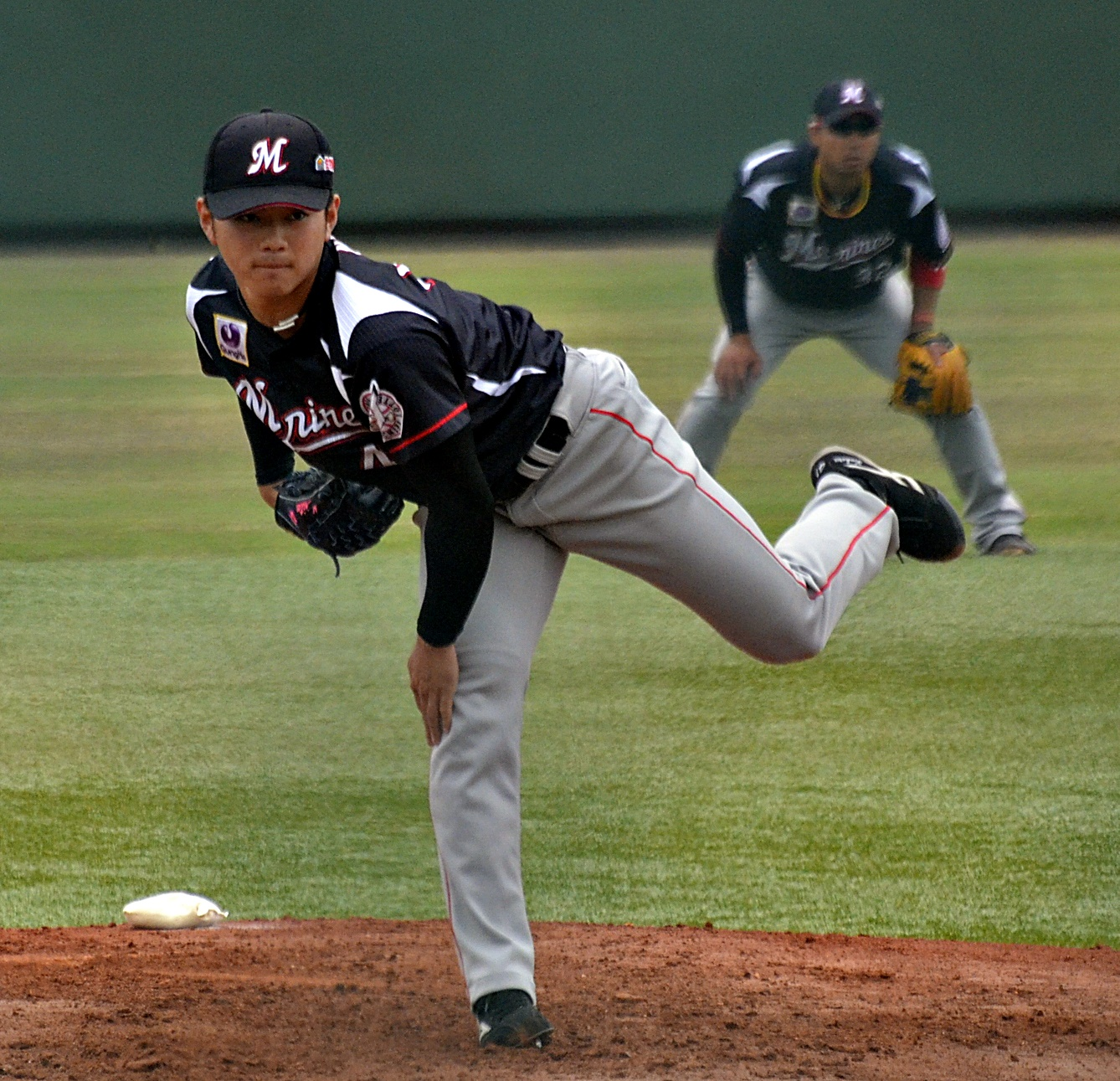
千葉ロッテマリーンズ時代
（2017年5月7日）

2016年は、イースタン・リーグ公式戦7試合に登板。通算投球回数は18イニングで、勝敗はつかず、防御率も6.00にとどまった。一軍昇格の機会はなかった。
2017年は、7月13日のフレッシュオールスターゲーム（草薙球場）では、イースタン・リーグ選抜の5番手投手として5回裏に登板。1イニングで対戦した4人の打者から2つの三振を奪い、無失点で凌いだ。イースタン・リーグ公式戦では9月上旬まで18試合に登板。3勝3敗、防御率3.32の成績を残した。9月6日の対埼玉西武ライオンズ戦（メットライフドーム）延長10回裏に救援投手として一軍公式戦へのデビューを果たすと、一死を取っただけでプロ初ホールドを記録。9月29日の対オリックス・バファローズ戦（ZOZOマリンスタジアム）では、一軍公式戦での初先発を経験した。しかし、5回表にT-岡田から日本プロ野球公式戦通算9万9,999本目の本塁打を打たれると、6回表にはクリス・マレーロに10万本目の本塁打を記録された。結局、6回を投げて被安打を5にとどめたが、以上2本の本塁打による4失点で一軍公式戦初黒星を喫した。
2018年は、中継ぎとして5試合に登板。防御率は4.50だった。シーズンオフには2018日米野球に、怪我のため辞退した石川柊太に代わって追加招集された。
2019年は一軍での登板はなかったが、二軍では自己最多の51試合に登板した。シーズンオフには肘の位置を下げるフォームに変更した。
2020年は2年ぶりに一軍登板を果たしたが打ち込まれ、二軍でも4点台の防御率を記録するなど苦しい一年となった。
2021年は二軍で好成績を記録し交流戦で一軍に合流、そこでも好投したが交流戦後に登録抹消。以後一軍復帰はならなかった。
2022年は二軍ではチームトップの46試合に登板して3勝0敗1セーブ、防御率2.27と安定した結果を残していたが、一軍未登板に終わった。左打者への被打率が優秀だった一方でリリーフ投手でありながら毎年の与死球率が高く首脳陣の信頼を得られなかった。

### ヤクルト時代
2022年12月9日に同年から初めて実施された現役ドラフトで東京ヤクルトスワローズから指名され移籍。
2023年は4月25日の対横浜DeNAベイスターズ戦の中継ぎ登板で2年ぶりの一軍登板を果たす。しかし、移籍後3試合目の対阪神タイガース戦で、既に大勢は決した試合ながらも中継ぎで2失点を喫するとこれが最後の登板となり、10月2日に球団から戦力外通告を受けた。11月15日に鎌ケ谷スタジアムで行われた12球団合同トライアウトに参加し、シート打撃で打者3人と対戦して三者凡退に抑えた。

### ヤクルト退団後
2023年12月25日、2024年からはプロに区切りをつけ、クラブチームの全川崎クラブでプレーすることを、自身のInstagramで表明した。
2025年からは同年から埼玉県野球連盟に加入した企業型クラブチームの3GoodGroup HOZEN noLIMITEDsに入団し、選手としてプレーを継続しながら編成担当兼コーチも務める。また、チームの運営母体でもある「株式会社ホゼン」に会社員として勤務をしている。

## 人物
- 曾祖父はロッテ浦和工場の寮長をしていた。また父は大学生時代に秋田市（八橋球場）で行われた近鉄対ロッテの試合でロッテ側のボールボーイを務めており、その試合ではトレーバーと金田正一が乱闘騒ぎを起こしたことでも知られる[28]。

- 好きな食べ物はパスタ、嫌いな食べ物はシメサバ[29]。幽霊が苦手[29]。

## 詳細情報

### 年度別投手成績
| 年 度     | 球 団     | 登 板 | 先 発 | 完 投 | 完 封 | 無 四 球 | 勝 利 | 敗 戦 | セ 丨 ブ | ホ 丨 ル ド | 勝 率 | 打 者 | 投 球 回 | 被 安 打 | 被 本 塁 打 | 与 四 球 | 敬 遠 | 与 死 球 | 奪 三 振 | 暴 投 | ボ 丨 ク | 失 点 | 自 責 点 | 防 御 率 | W H I P |
| --------- | --------- | ----- | ----- | ----- | ----- | -------- | ----- | ----- | -------- | ----------- | ----- | ----- | -------- | -------- | ----------- | -------- | ----- | -------- | -------- | ----- | -------- | ----- | -------- | -------- | ------- |
| 2017      | ロッテ    | 4     | 2     | 0     | 0     | 0        | 0     | 2     | 0        | 1           | .000  | 52    | 12.1     | 12       | 2           | 4        | 0     | 1        | 8        | 0     | 0        | 8     | 6        | 4.38     | 1.30    |
| 2018      | ロッテ    | 5     | 0     | 0     | 0     | 0        | 0     | 0     | 0        | 0           | ----  | 17    | 4.0      | 3        | 0           | 2        | 0     | 0        | 1        | 1     | 0        | 2     | 2        | 4.50     | 1.25    |
| 2020      | ロッテ    | 3     | 0     | 0     | 0     | 0        | 0     | 0     | 0        | 0           | ----  | 15    | 3.0      | 5        | 2           | 0        | 0     | 1        | 3        | 0     | 0        | 6     | 6        | 18.00    | 1.67    |
| 2021      | ロッテ    | 3     | 0     | 0     | 0     | 0        | 0     | 0     | 0        | 0           | ----  | 14    | 3.0      | 3        | 0           | 2        | 0     | 0        | 3        | 0     | 0        | 0     | 0        | 0.00     | 1.67    |
| 2023      | ヤクルト  | 3     | 0     | 0     | 0     | 0        | 0     | 0     | 0        | 0           | ----  | 17    | 3.1      | 4        | 0           | 1        | 0     | 2        | 2        | 1     | 0        | 2     | 2        | 5.40     | 1.50    |
| 通算：5年 | 通算：5年 | 18    | 2     | 0     | 0     | 0        | 0     | 2     | 0        | 1           | .000  | 115   | 25.2     | 27       | 4           | 9        | 0     | 4        | 17       | 2     | 0        | 18    | 16       | 5.61     | 1.41    |

### 年度別守備成績
| 年 度 | 球 団    | 投手  | 投手  | 投手  | 投手  | 投手  | 投手     |
| 年 度 | 球 団    | 試 合 | 刺 殺 | 補 殺 | 失 策 | 併 殺 | 守 備 率 |
| ----- | -------- | ----- | ----- | ----- | ----- | ----- | -------- |
| 2017  | ロッテ   | 4     | 0     | 4     | 0     | 0     | 1.000    |
| 2018  | ロッテ   | 5     | 0     | 0     | 0     | 0     | ----     |
| 2020  | ロッテ   | 3     | 1     | 0     | 0     | 0     | 1.000    |
| 2021  | ロッテ   | 3     | 0     | 0     | 0     | 0     | ----     |
| 2023  | ヤクルト | 3     | 1     | 0     | 0     | 0     | 1.000    |
| 通算  | 通算     | 18    | 2     | 4     | 0     | 0     | 1.000    |

### 記録
初記録
- 初登板・初ホールド：2017年9月6日、対埼玉西武ライオンズ21回戦（メットライフドーム）、10回裏に7番手で救援登板、1/3回無失点
- 初奪三振：2017年9月8日、対福岡ソフトバンクホークス22回戦（ZOZOマリンスタジアム）、7回表に松田宣浩から空振り三振
- 初先発：2017年9月29日、対オリックス・バファローズ24回戦（ZOZOマリンスタジアム）、6回4失点で敗戦投手

### 背番号
- 41（2016年 - 2022年）
- 49（2023年）

### 登場曲
- 「終わりなき旅」Mr.Children（2018年）
- 「soar」Bigfumi（2019年 - ）

### 代表歴
- 2015 WBSC U-18ワールドカップ 日本代表
- 2018 WBSC U-23ワールドカップ 日本代表
- 2018日米野球